# Tranvías de La Cisterna a La Granja
Los tranvías de La Cisterna a La Granja fueron una serie de servicios de tranvías a tracción animal (también denominados «carros de sangre») existentes en Santiago de Chile entre 1907 y 1942, operados por varias empresas. Conectaban las comunas de La Cisterna —especialmente en el sector de la Gran Avenida José Miguel Carrera— y La Granja.

## Historia
Luego de la electrificación del servicio de tranvías entre Santiago y San Bernardo que corría por la antigua calle de San Diego (también conocida como «camino de la Polvareda» y actualmente Gran Avenida José Miguel Carrera) en 1907, parte de los caballos y carros de sangre de dicha línea fueron trasladados para establecer un servicio de tranvías entre La Cisterna y La Granja, que partía en la esquina de Gran Avenida y seguía por el camino de La Granja (actual avenida Américo Vespucio) hasta llegar a la municipalidad de dicha comuna, en la esquina con avenida Santa Rosa; el servicio era administrado por la misma sociedad que operaba el Ferrocarril Eléctrico de Santiago a San Bernardo. Hasta septiembre de 1911 el tranvía llegaba unos metros antes de Santa Rosa; en ese año se obtuvo el permiso necesario a los padres franciscanos para prolongar la vía sobre los terrenos que pertenecían a la iglesia que poseía la congregación en el sector, alcanzando definitivamente la municipalidad de La Granja, lugar en donde se instaló un paradero para los pasajeros.
Hacia 1921 los tranvías de La Cisterna a La Granja en conjunto con el Ferrocarril Eléctrico de Santiago a San Bernardo tenían una extensión de 21 km y transportaron 2 290 176 pasajeros, además de 38 780 quintales de carga. En 1942 los tranvías dejaron de circular, convirtiéndose en uno de los últimos sistemas de su tipo en circular en Chile.

### Líneas a poblaciones
De forma paralela al tranvía que circulaba por el camino de La Granja, surgieron otras líneas de carros de sangre promovidas por las empresas promotoras inmobiliarias que establecían trazados hacia los terrenos donde se proyectaban urbanizaciones y nuevos barrios. Las líneas construidas con este fin tuvieron los siguientes trazados:
- Línea perteneciente a la población Colón-América, que partía del sector del Puente Lo Ovalle (que debía su nombre al puente que cruzaba el canal de regadío homónimo), desde el paradero del tranvía a San Bernardo, siguiendo por el callejón Lo Ovalle, virando por León Tolstoi hacia el interior de la población Colón, llegando hasta Santa Rosa.[3]

- Línea perteneciente a la población Nueva España, que también cruzaba la población Biaut,[3] y que partía en la esquina de Gran Avenida con Gran Vía Esperanto (actual avenida Pedro Aguirre Cerda), continuando por calle Industria hasta la Plaza Internacional (actualmente Plaza Cervantes) y llegando hasta el «Gran Casino» ubicado en el entorno de la plaza.[6][8] Hacia 1930 el concesionario de la línea era Pedro Garcías.[9]

- Línea perteneciente a la Villa Italia, que originalmente partía en la esquina de Gran Avenida con avenida Reina Margarita (actualmente Vicuña Mackenna), siguiendo por esta vía hasta la calle de La Valetta (actualmente Julio Covarrubias) pasando por la plaza de la villa (actualmente Plaza Arturo Prat) para virar en la calle Víctor Manuel (actualmente Sargento Aldea) y enfilar hacia el norte por la calle de Malta (actualmente Eleuterio Ramírez) hasta empalmar con la línea en avenida Reina Margarita.[6] Fue inaugurada el 27 de febrero de 1910 y posterior a 1914 el inicio de la línea se trasladó al cruce con el camino de La Granja (actual paradero 25 de la Gran Avenida).[3][10]